# جورجي هنريكي (لاعب كرة قدم مواليد أبريل 1982)
جورجي هنريكي (بالبرتغالية: Jorge Henrique de Souza) (23 أبريل 1982 بريزندي في البرازيل - ) هو لاعب كرة قدم برازيلي في مركز الهجوم. لعب مع أتلتيكو باراناينسي وبوتافوغو ريغاتاس وسانتو أندريه ونادي إنترناسيونال ونادي سيارا ونادي فاسكو دا غاما ونادي كورينثيانز ونادي سانتا كروز ونادي ناوتيكو.

## وصلات خارجية
- جورجي هنريكي على موقع الاتحاد الدولي (مؤرشف)  (الإنجليزية)
- جورجي هنريكي على موقع قاعدة بيانات كرة القدم.إي يو (الإنجليزية)
- جورجي هنريكي على موقع Soccerway.com (الإنجليزية)
- جورجي هنريكي على موقع AS.com (الإسبانية)